# District de la Guerche
Le district de la Guerche est une ancienne division territoriale française du département d'Ille-et-Vilaine de 1790 à 1795.
Il était composé des cantons de la Guerche, Gennes, Janzé, Marcillé, Martigné, Piré, Retiers et le Teil.